# Серіс Слєсаренко
Серіс Марлі Слєсаренко (нар. 2 квітня 1945) — бразильський професор, юрист, педагог і політик, пов'язаний з республіканцями. Вона була сенатором і федеральним депутатом від штату Мату-Гросу.

## Біографія
З 1966 року в Мату-Гросу вона закінчила факультет права та педагогіки у Федеральному університеті Мату-Гросу, де стала професором.
Вона обіймала посаду муніципального секретаря освіти Куяби в 1986 році, а пізніше — державного секретаря освіти Мату-Гросу. У 1990 році була обрана державним депутатом, переобираючись двічі поспіль. Невдало балотувалася на пост мера Куяби в 1988 і 2000 роках.

### Федеральний сенат
Вона була обрана першою жінкою-сенатором у штаті Мату-Гросу в 2002 році з рекордним голосуванням у боротьбі проти колишніх губернаторів Карлоса Безерри та Данте де Олівейра. За час свого перебування на посаді вона стала відомою як автор проекту, який регулював угоду про визнання винуватості. У 2004 році президент Луїс Інасіо Лула да Сілва нагородив Слєсаренко орденом «За військові заслуги».
У 2006 році балотувалася в уряд Мату-Гросу, отримавши третє місце з 11,5 % голосів.
Обіймала посаду 2-го віце-президента ради директорів Федерального сенату, 2009—2011 рр.
На виборах 2010 року вона намагалася отримати місце в Палаті депутатів, але, навіть маючи 78 543 голоси, шоста за кількістю голосів, вона не була обрана.
У 2013 році Серіс залишила Partido dos Trabalhadores (PT) і приєдналася до Partido Trabalhista Brasileiro (PTB). У 2015 році приєдналася до Бразильської республіканської партії (PRB; нинішні республіканці).
У 2016 році вона була кандидатом на пост мера Куяби від PRB, але посіла лише 5 місце з 3,22 % дійсних голосів..